# آلبرت دانکلی
آلبرت دانکلی (انگلیسی: Albert Dunkley; ۱ ژانویهٔ ۱۸۷۷ – ۱ ژانویهٔ ۱۹۴۹) بازیکن فوتبال اهل بریتانیا بود.
از باشگاه‌هایی که در آن بازی کرده‌است می‌توان به باشگاه فوتبال لستر سیتی، باشگاه فوتبال بلکبرن روورز، و باشگاه فوتبال بلکپول اشاره کرد.